# Luka Grubić
Luka Grubić, né le 9 août 1989, est un coureur cycliste croate.

## Palmarès sur route
- 2006
  - 2e du championnat de Croatie sur route juniors
- 2009
  - 2e du championnat de Croatie du contre-la-montre
- 2010
  -  Champion de Croatie du contre-la-montre espoirs
  - 3e du championnat de Croatie sur route
- 2011
  -  Champion de Croatie sur route espoirs
  -  Champion de Croatie du contre-la-montre espoirs

## Palmarès en cyclo-cross
- 2007-2008
  -  Champion de Croatie de cyclo-cross espoirs
  - 3e du championnat de Croatie de cyclo-cross
- 2012-2013
  - 2e du championnat de Croatie de cyclo-cross